# Tjuvholmen (Stavanger)
Tjuvholmen ist eine Insel im Byfjord in der Gemeinde Stavanger in der norwegischen Provinz Rogaland.
Die kleine felsige Schäreninsel liegt inmitten des Hafenbereichs der Stadt Stavanger, am nördlichen Zugang zum Hafen Vågen. Nördlich erstreckt sich die Insel Buøy, südöstlich liegen die Schäreninseln Majoren, Majorgrunnen und Majorskjeret. Die nur spärlich bewachsene Insel erstreckt sich über etwa 90 Meter in West-Ost-Richtung bei einer Breite von bis zu 60 Metern. Sie erreicht eine Höhe von bis zu 7 Metern.
Am südwestlichen Punkt der Insel befindet sich ein Seezeichen. An der Südseite besteht eine kleine Anlegemöglichkeit sowie eine auf die Insel führende Leiter.